# Turlough O'Carolan
Turlough O'Carolan (Meath, 1670 – 25 marzo 1738) è stato un compositore, arpista itinerante irlandese, considerato il più grande compositore di musica popolare irlandese nonché l'ultimo bardo.

## Biografia
O'Carolan nacque in Irlanda a Nobber, nella contea di Meath, e all'età di 14 anni si spostò con la sua famiglia a Ballyfarnan, nella contea di Roscommon, dove suo padre andò a lavorare presso la famiglia MacDermott Roe.
La signora MacDermott gli diede un'educazione e lui mise subito in mostra il suo talento poetico. Il vaiolo lo rese cieco all'età di 18 anni. O'Carolan studiò l'arpa per tre anni, poi prese un cavallo e una guida e cominciò a percorrere l'Irlanda da un capo all'altro componendo canzoni per i nobili: avrebbe praticato il mestiere di arpista itinerante per cinquanta anni. 
Si sposò con Mary Maguire e si stabilì in una fattoria nei pressi di Mohill, nella contea di Leitrim.
Dal matrimonio nacquero sei figlie ed un figlio.
Di loro si sa poco. Dopo la sua morte, suo figlio pubblicò le sue opere a Dublino e nel 1747 si stabilì a Londra come professore di arpa.
Celebrato già in vita, ma più come poeta che come compositore, morì nella casa del suo benefattore McDermott Roe nel 1738. In ossequio alla sua popolarità, la veglia funebre durò quattro giorni. O'Carolan è sepolto nel villaggio di Keadue, nella contea di Roscommon, dove si tiene il O'Carolan Harp Festival ed una scuola estiva in memoria della sua vita e del suo lavoro. Un medaglione con il suo ritratto si conserva nel Duomo di Dublino.

## La musica di Carolan
Musicista e poeta, Carolan in contrapposizione alla pratica dell'epoca in Irlanda, usava scrivere la musica prima dei testi.
Tuttavia Carolan riteneva che la poesia avesse sempre precedenza sulla musica.
Riuscì a combinare molto bene le due grandi correnti musicali dell'epoca, la musica classica e la musica popolare lasciandosi influenzare dalla musica barocca sia di Antonio Vivaldi che di Arcangelo Corelli. 
Fu un grande ammiratore di Geminiani che incontrò durante uno dei soggiorni a Dublino del compositore italiano.
Della sua musica è arrivata fino a noi una sola copia, sotto forma di una raccolta di arie con solamente la linea melodica.
Non si sa quindi in quale modo accompagnava o armonizzava le sue composizioni.
Scrisse numerose arie in omaggio ai suoi ospiti e mecenati, che chiamava "planxty".
Il termine è stato ripreso dal gruppo irlandese omonimo, Planxty. Compose circa 220 arie molte delle quali sono suonate tutt'oggi.
Una sezione non datata e non titolata di 23 delle sue opere è conservata alla National Library d'Irlanda.
ed è conosciuta sotto il nome di "composizioni di Carolan„ o anche “estratto Carolan-Delaney„.

## Composizioni
Lista completa delle composizioni in ordine alfabetico
- All Alive
- Athlone
- Banks of the Shannon
- Baptist Johnston
- Betty MacNeill
- Betty O'Brien
- Blind Mary
- Brian Maguire
- Bridget Cruise, 1st Air
- Bridget Cruise, 2nd Air
- Bridget Cruise, 3rd Air
- Bridget Cruise, 4th Air
- Bumper Squire Jones
- Bumper Squire Jones
- Captain Higgins
- Captain Magan
- Captain O'Kane
- Captain O'Neill
- Captain Sudley
- Carolan's Cap
- Carolan's Concerto
- Carolan's Cottage
- Carolan's Cup
- Carolan's Devotion
- Carolan's Dowry
- Carolan's Draught
- Carolan's Dream
- Carolan's Farewell to Music
- Carolan's Favourite Jig
- Carolan's Frolic
- Carolan's Maggot
- Carolan's Quarrel with the Landlady
- Carolan's Ramble to Cashel
- Carolan's Receipt
- Carolan's Welcome
- Catherine Martin
- Catherine O'More
- Charles O'Conor
- Clergy's Lamentation, The
- Colonel Irwin
- Colonel John Irwin
- Colonel Manus O'Donnell
- Colonel O'Hara
- Conor O'Reilly
- Constantine Maguire
- Counsellor Dillon
- Cremonea
- Cuir Do Cheann Dileas
- Daniel Kelly
- Dark, Plaintive Youth, The
- David Power
- Denis O'Conor, 1st Air
- Denis O'Conor, 2nd Air
- Dolly MacDonough
- Donal O'Brien
- Dr John Stafford
- Dr MacMahon, Bishop of Clogher
- Dr. Delany
- Dr. John Hart, Bishop of Achonry
- Dr. O'Connor
- Edmond MacDermott Roe
- Edward Corcoran
- Edward Dodwell
- Eleanor Plunkett
- Elevation, The
- Elizabeth MacDermott Roe
- Elizabeth Nugent
- Faillte Na Miosc
- Fairy Queen, The
- Fanny Dillon
- Fanny Power
- Farewell to Lough Neaghe
- Father Brian MacDermott Roe
- Frank Palmer
- General Wynne
- George Brabazon, 1st Air
- George Brabazon, 2nd Air
- George Brabazon, 2nd Air
- George Reynolds
- Gerald Dillon
- Grace Nugent
- Henry MacDermott Roe, 1st Air
- Henry MacDermott Roe, 2nd Air
- Henry MacDermott Roe, 3rd Air
- Hewlett
- Honourable Thomas Burke, The
- Hugh Kelly
- Hugh O'Donnell
- Irish Galloway Tom
- Isabella Burke
- James Betagh
- James Crofton
- James Daly
- James Plunkett
- John Drury, 1st Air
- John Drury, 2nd Air
- John Jameson
- John Jones
- John Kelly
- John MacDermott
- John Moore
- John Nugent
- John O'Connor
- John O'Reilly, 1st Air
- John O'Reilly, 2nd Air
- John Peyton
- Kean O'Hara, 1st Air
- Kean O'Hara, 2nd Air
- Kean O'Hara, 3rd Air
- Kitty Magennis
- Lady Athenry
- Lady Blaney
- Lady Dillon
- Lady Dillon
- Lady Gethin

- Lady Laetitia Burke
- Lady St. John
- Lady Wrixon
- Lament for Charles MacCabe
- Lament for Owen O'Rourke
- Lament for Owen Roe O'Neill
- Lament for Sir Ulick Burke
- Lament for Terence MacDonough
- Lamentation of Ireland, The
- Landlady, The
- Loftus Jones
- Lord Dillon
- Lord Galway's Lamentation
- Lord Inchiquin
- Lord Louth
- Lord Massereene
- Luke Dillon
- Mabel Kelly
- Major Shanly
- Margaret Malone
- Mary O'Neill
- Maurice O'Connor, 1st Air
- Maurice O'Connor, 2nd Air
- Maurice O'Connor, 3rd Air
- Merry Maids of Connaught, The
- Mervyn Pratt
- Michael O'Connor, 1st Air
- Michael O'Connor, 2nd Air
- Miss Crofton
- Miss Fetherston
- Miss Goulding
- Miss MacDermott
- Miss MacMurray
- Miss Murphy
- Miss Noble
- Morgan Magan
- Mr Malone
- Mr O'Connor
- Mr Waller
- Mrs Anne MacDermott Roe
- Mrs Bermingham, 1st Air
- Mrs Bermingham, 2nd Air
- Mrs Cole
- Mrs Costello
- Mrs Crofton
- Mrs Delany
- Mrs Edwards
- Mrs Fallon
- Mrs Farrell
- Mrs Garvey, 1st Air
- Mrs Garvey, 2nd Air
- Mrs Harwood
- Mrs Judge
- Mrs Kell
- Mrs MacDermott Roe
- Mrs Maxwell, 1st Air
- Mrs Maxwell, 2nd Air
- Mrs Nugent
- Mrs O'Connor
- Mrs O'Conor
- Mrs O'Neill of Carlane
- Mrs O'Neill
- Mrs O'Rourke
- Mrs Power
- Mrs Power
- Mrs Sterling
- Mrs Waller
- Nancy Cooper, 1st Air
- Nancy Cooper, 2nd Air
- O'Flinn
- O'Reilly of Athcarne
- O'Rourke's Feast, The
- Ode to Whiskey
- One Bottle More
- Owen O'Rourke
- Patrick Kelly
- Peggy Morton
- Planxty Burke
- Planxty Crilly
- Planxty Drew
- Planxty Kelly
- Planxty O'Rourke, 1st Air
- Planxty O'Rourke, 2nd Air
- Planxty Plunkett
- Planxty Safaigh
- Planxty Sweeney
- Planxty Wilkinson
- Port Gordon
- Princess Royal, The
- Richard Cusack
- Righin Aluin Aribhinn Og
- Robert Hawkes
- Robert Jordan
- Seas are Deep, The
- Separation of Soul and Body
- Sheebeg and Sheemore
- Sir Arthur Shaen
- Sir Charles Coote
- Sir Edward Crofton
- Sir Festus Burke
- Sir Ulick Burke
- Sorridh Leat a Naomhaig
- Squire Parsons
- Squire Wood's Lamentation on the Refusal of his Halfpence
- Susanna Kelly
- Thomas Burke
- Thomas Judge
- Thomas Morres Jones
- Tobias Peyton
- Two William Davises, The
- Uillagan Dubh O
- Variations on the Scottish Air « Cock up your Beaver »
- Variations on the Scottish Air « When She Cam Ben  »
- William Eccles
- William Ward